# Kroda
Kroda — украинская музыкальная группа, играющая музыку в стиле пейган-метал и фолк-метал.

## Название
Как говорят сами музыканты, «крода» — это старорусское слово, означающее «дым погребального костра». Когда сжигали павших воинов, считалось, что душа их уносилась с дымом в небесные чертоги богов. Дым этот был своего рода проводником к Роду. Также следует упомянуть бога огней треб на капищах — Кродо и однокоренное слово из санскрита «крода» (гнев, ярость).

## История

### 2003
Группа была основана в марте 2003 года двумя музыкантами, имевшими уже на тот момент собственный опыт участия в ряде других проектов. Тогда Eisenslav и Viterzgir решили объединить своё стремление играть Black Metal с элементами европейской фольклорной музыки и pagan концепцией. С мая по октябрь этого же года записан дебютный альбом "Поплач мені, Річко…".

### 2004
Издан кассетный вариант "Поплач мені, Річко…" весной на Rarog Prods.
В течение лета группа записала мини-альбом «Легенда: Мак Цвіте».
«Поплач мені, Річко…» издан немецким лейблом Hammermark Art на CD в конце года.

### 2005
Издан концептуальный мини-альбом «Легенда: Мак Цвіте» на Stellar Winter в виде сплита с Опричь. Этот релиз не только укрепил успех дебютного альбома, но и открыл новые музыкальные способности команды, представив слушателям помимо уже традиционного folk/black metal атмосферные эмбиентальные пассажи.
С января по апрель проводилась запись второго полноформатника, что получил название «До Небокраю Життя», и был издан на Ancient Nation сперва на кассетах, а затем и в CD версии. Альбом также был издан и на Hammermark Art. Материал альбома ясно свидетельствовал о том, что со времён дебютного альбома было проделано очень много работы, что дало возможность сделать столь уверенный шаг вперёд. Звук стал более мощным и тяжёлым, композиции структурно более развитыми, а также незабываемого колорита звучанию придавало обилие народных инструментов, к которым на этот раз добавились дрымба и трембита.
Происходит переиздание «Поплач мені, Річко…» на Patriot Prods.

### 2006
Для сплита с группой Велимор был записан мини-альбом «Молотом Духу та Єдністю Крові», и издан на Stellar Winter. Миник Кроды включал в себя также кавер на Burzum (Jesu Tod), который по праву считается одной из лучших интерпретаций наследия Варга Викернеса. Но главным достоинством релиза несомненно является заглавный трек — манифест Славянского Единства исполненный совместно с Велимор.
Начаты работы над новым полноформатником «Похорон Сонця».

### 2007
Запись третьего альбома закончена, и «Похорон Сонця» был издан на Hammermark Art.
Совместными усилиями Hammermark Art и Neue Aestethic "Поплач мені, Річко… " издаётся на виниле.
Происходит набор сессионных музыкантов для концертного состава группы, и выглядит он следующим образом:
- Айзенслав — вокал, варган, трембита, рог
- Витэрзгир — гитара, вокал, свирель, окарина, варган, трембита, рог, перкуссия
- Беральб — бас-гитара
- Сережень — гитара, акустическая гитара
- Ольгерд — клавишные
- АлгизТыр — ударные

В августе на фестивале «Сварогово Коло» в Севастополе Крода даёт свой первый концерт.
Осенью группа работает над экспериментальным мини-альбомом «Сокіл Серед Скель».
В декабре Крода принимает участие в культовом фестивале «Коловорот» в Харькове совместно с Reusmarkt, Темнозорь и Nokturnal Mortum.

### 2008
В марте группа участвует в фестивале Black Metal Union, где происходит запись концертного альбома «Live in Lemberg», а также запись видео для DVD «П’ять вогняних Років». Также Крода даёт сольный концерт в Луцке, играет на фестивале «Похороны Зимы» в Москве совместно с Бастион, Опричь, Небокрай и Djur.
Сессионный драммер Тur сменяет AlgizTyr’а, после чего проходят концерты в Хмельницком 18 августа, и в Праге в сентябре.
Лимитированная аудио-версия концертника «Live in Lemberg» издана усилиями Hammermark Art. На протяжении всего этого времени также ведётся съёмка материала для DVD «П’ять вогняних Років», идёт активная работа по монтажу DVD.
На протяжении октября-ноября проходит запись CD части «П’ять вогняних Років» полным концертным составом.
Декабрь — участие в фестивале «Коловорот» совместно с Темнозорь, Велимор и М8Л8ТХ.

### 2009
Издание на виниле «До Небокраю Життя».
В феврале Крода отправляется в мини-тур по Финляндии совместно с Темнозорь.
Весной закончены все работы над CD и DVD «П’ять вогняних Років», однако издание релиза неоднократно задерживается…
В период конца лета — начала осени проходят съёмки видеоклипов для DVD «Мороки Птахів».
Осенью Hammermark Art наконец издаёт «П’ять вогняних Років».
В день зимнего солнцестояния также увидел свет лимитированный тираж DVD «Мороки Птахів».

### 2010
Польский андерграундный лейбл Werewolf Promotion издаёт кассетные версии «Похорон Сонця», «Легенда: Мак Цвіте», «Молотом Духу та Єдністю Крові» и концертник «Live in Lemberg». В феврале на фестивале Metal Point в Хмельницком происходит презентация видеоклипа «Мороки Птахів». В конце марта Кроду покидает Viterzgir, в силу разногласий с Eisenslav’ом. Состав группы меняется, но имена не разглашаются. Группа меняет издающий лейбл на Purity Through Fire, на котором переиздается юбилейный релиз «П’ять вогняних Років» в новом оформлении. В августе Крода в обновлённом составе начинает запись нового альбома, что получил название «Чорнотроп», или «Schwarzpfad», в украинской и немецких версиях соответственно.

### 2011
Восстанавливается концертная деятельность. 20 февраля — концерт в Хмельницком, вместе с «Волот» (заявленные Negură Bunget не явились). Видеозапись здесь.

К летнему солнцестоянию — релиз нового альбома, «Schwarzpfad» («Чорнотроп»). На диске присутствует мультимедийная часть — клип «Kalte Aurora» (смотреть здесь).

22 июня — концерт в Польше, Забже, вместе с North, Saltus, Biały Viteź («Noc Kupały w Wiatrak»).

23 июня — концерт в Чехии, Брно, вместе с Asgard и Sezarbil («HelCarpathian Black Metal»).

Издание «Похорон Сонця» на виниле. Также происходит переиздание digi-cd «Похорон Сонця» в новом оформлении на Purity Through Fire

18 декабря — концерт в Киеве на фестивале «Oskorei» совместно с Khors, Dub Buk, Reusmarkt, Vendogard.
Видеозапись здесь.

### 2012
16 марта — концерт в Беларуси, Минск вместе з Cruachan, Стары Ольса.
Видеозапись здесь. Фотоотчёт здесь.

14 апреля — концерт в России, Москва на Hexenhammer Fest (КРОДА, NAVJARMAAHR + специальные гости из Силезии, Тюрингии и Твери). КРОДА, впервые за всю свою концертную историю, представила новую большую полуторачасовую программу, которая включала в себя недавний материал альбома «Schwarzpfad/Чернотроп», кавера и старые, никогда ещё не звучавшие вживую, песни.

«Поплач мені, річко…» и «До небокраю життя…» переиздают на Purity Through Fire в новом оформлении.

Летом Крода отправилась в Ragnarok tour по Европе.

23 июня — концерт в Литве, Варняй на Kilkim Zaibu.

26 июня — концерт в Венгрии, Будапешт на Elite Campf Propaganda.

29 июня — концерт в Чехии, Брно, на Hell Fast Attack.

Ведётся активная робота над «HelCarpathian Black Metal — Heil Ragnarok: Live under Hexenhammer.» Live album CD + DVD.

29 ноября — Live album CD — Heil Ragnarok: Live under Hexenhammer стал первым официальным интернет-релизом группы.

### 2013
Изданы кассетные версии Чернотропа на польском Werwolf Promotion и лимитированная до 66 копий кассета в DVD-боксе с футболкой от Hammerbolt / Purity Through Fire. Готовится к выпуску винил Чернотропа на Purity Through Fire и там же — допечатка тиража диджипака Чернотропа.
Идёт работа над DVD Live Under Hexenhammer: Heil Ragnarok!
4 октября вышла компиляция из ранее неизданного материала «Varulven».

### 2014
Произошли вливания свежей крови — это новые участники Кроды: Khladogard, Clin, One Of Thorns, ранее известные деятельностью в Stryvigor и Reusmarkt. В работе на различной стадии находятся одновременно три новых альбома. Идёт студийная и репетиционная работа над ними и новой концертной программой.
В декабре четвёртый номерной альбом «Чорнотроп» издается на виниле на Purity Through Fire.
21 декабря — Kroda выступает в Киеве на фестивале «Oskorei» вместе с группами Svarga, Somnia, Stryvigor, Kaosophia, Daemonium, Beskyd.

### 2015
На Вальпургиеву ночь (31-1 мая 2015 г.) на Purity Through Fire вышел пятый полноформатный альбом группы GinnungaGap-GinnungaGaldr-GinnungaKaos. Идет работа над новым альбомом группы «Навий Схрон».
31 октября на Purity Through Fire вышел новый полноформатный альбом «Навій Схрон».

### 2016
Kroda выступила в Львове с трёхчасовой программой на сольном концерте — Live in Lemberg II — Kalte Aurora. К изданию готовятся лайв-альбом и DVD Kalte Aurora. Компиляция Varulven и альбом GinnungaGap-GinnungaGaldr-GinnungaKaos издаются на виниле на Purity Through Fire.

20 мая — концерт в Финляндии на Steelfest Open Air.

1 июля — концерт в Чехии, Брно на Hell Fast Attack.

24 июля — концерт в Франции на Ragnard Rock Festival.
В октябре на Purity Through Fire виходят касетные версии Kroda «Ginnungagap Ginnungagaldr Ginnungakaos» и «Навій Схрон». 

31 октября 2016 — на Самхайн состоялся цифровой релиз KRODA «Kalte Aurora — Live in Lemberg II». Это двухчасовой живой альбом, записанный во время концерта-ритуала 23 января 2016 года во Львове.
3 декабря - концерт в Латвии на Vilkų Žiema.
18 декабря - концерт в Украине на Asgardsrei V.

### 2017
23 января 2017 - на Purity Through Fire вышел трехдисковый диджипак KRODA «Kalte Aurora - Live in Lemberg II»
Ведется работа над новым альбомом группы «Selbstwelt».

### 2018
23 января 2018 Purity Through Fire выпустил лимитированный бокс (99 копий) «Kalte Aurora - Live in Lemberg II» Посмотреть здесь
3 марта - концерт во Франции вместе с Nokturnal Mortum, Темнозорь, Nokturnal Depresion на Call of Terror.
21 апреля - Kroda выступает в Киеве на фестивале «Holy Deat Over Kiev V». 
В Вальпургиеву ночь (31 мая 2018 г.) на Purity Through Fire увидел свет седьмой полноформатный альбом группы Selbstwelt.

## Дискография

### Номерные альбомы
| Название | Лейбл                                               | Год выпуска |
| --- | --------------------------------------------------- | ----------- |
| Поплач мені, Річко… (аудиокассета) | -                                                   | 2003        |
| Поплач мені, Річко… (переиздание на CD и виниле)(http://kroda.bandcamp.com/album/cry-me-river Архивная копия от 23 мая 2014 на Wayback Machine) | Hammermark Art, Patriot Prods.                      | 2004        |
| До небокраю життя (http://kroda.bandcamp.com/album/towards-the-firmaments-verge-of-life)                                                        | (недоступная ссылка) Hammermark Art, Ancient Nation | 2005        |
| Fimbulvinter (Похорон Сонця) (http://kroda.bandcamp.com/album/fimbulvinter)                                                                     | (недоступная ссылка) Hammermark Art                 | 2007        |
| Live in Lemberg (http://kroda.bandcamp.com/album/live-in-lemberg Архивная копия от 23 мая 2014 на Wayback Machine)                              | Hammermark Art                                      | 2008        |
| Fünf Jahre Kulturkampf (http://kroda.bandcamp.com/album/f-nf-jahre-kulturkampf)                                                                 | (недоступная ссылка) Hammermark Art                 | 2009        |
| Ghosts Of Birds (DVD) | Hammermark Art                                      | 2010        |
| Schwarzpfad (Чорнотроп) (CD) (http://kroda.bandcamp.com/album/schwarzpfad)                                                                      | (недоступная ссылка) Purity-Through-Fire            | 2011        |
| Heil Ragnarok: Live under Hexenhammer (http://kroda.bandcamp.com/album/live-under-hexenhammer-heil-ragnarok)                                    | (недоступная ссылка) интернет-релиз                 | 2012        |
| Varulven (compilation)(http://kroda.bandcamp.com/album/varulven-compilation)                                                                    | (недоступная ссылка) Purity-Through-Fire            | 2013        |
| GinnungaGap-GinnungaGaldr-GinnungaKaos (CD) (http://kroda.bandcamp.com/album/ginnungagap-ginnungagaldr-ginnungakaos)                            | (недоступная ссылка) Purity-Through-Fire            | 2015        |
| Naviy Skhron (CD (https://kroda.bandcamp.com/album/navij-skhron Архивная копия от 22 ноября 2015 на Wayback Machine)                            | Purity-Through-Fire                                 | 2015        |
| Selbstwelt (CD (https://kroda.bandcamp.com/album/selbstwelt Архивная копия от 29 мая 2018 на Wayback Machine)                                   | -                                                   | 2018        |

### Сплиты с другими исполнителями
| Название                                        | Лейбл                  | Год выпуска |
| ----------------------------------------------- | ---------------------- | ----------- |
| Легенда (Мак Цвіте) (сплит с Опричь)            | Stellar Winter Records | 2004        |
| Молотом Духу Та Єдністю Крові (сплит с Велимор) | Stellar Winter Records | 2006        |